# Grandia
Grandia (グランディア, Gurandia) est une série de jeux vidéo de rôle créée et développée par Game Arts. Les jeux sont édités par ESP Software, Sony Computer Entertainment, Ubisoft, Hudson Soft, Enix, Square Enix et GungHo Online Entertainment.
Les différents jeux de la série sont sortis sur Saturn, PlayStation, Dreamcast, Game Boy Color, PlayStation 2 et Windows. Le dernier titre sorti, Grandia Online, est publié par GungHo Online Entertainment sur Windows en juillet 2009, ses services restent en ligne pendant trois ans jusqu'à leur fermeture le 28 septembre 2012.

## Jeux
- Grandia (1997)
- Grandia: Digital Museum (1998)
- Grandia II (2000)
- Grandia: Parallel Trippers (2000)
- Grandia Xtreme (2002)
- Grandia III (2005)
- Grandia Online (2009)